# Dorohlany
Dorohlany (biał. Дарагляны; ros. Дорогляны) – wieś na Białorusi, w obwodzie grodzieńskim, w rejonie mostowskim, w sielsowiecie Kuryłowicze. W źródłach spotykana jest także nazwa Doroglany.
W dwudziestoleciu międzywojennym leżały w Polsce, w województwie nowogródzkim, w powiecie słonimskim, do 1 kwietnia 1929 w gminie Kuryłowicze, następnie w gminie Dereczyn.